# 萬丹蘇丹國
萬丹蘇丹國（印尼文： Kasultanan Banten，英語: Banten Sultanate）為今印尼爪哇地區的一古國，存續時間為1568年—1813年。因為商業貿易崛起的該穆斯林王國，信奉伊斯蘭教，是一政教合一的國家，其王國統治者也為蘇丹。16世紀中、萬丹成為取代马六甲的商港，17世紀中期，萬丹受荷蘭東印度公司壓迫箝制，內亂頻仍。1813年，該王國被荷屬東印度公司併吞。